# Ернст Казимир I фон Изенбург-Бюдинген-Бюдинген
Ернст Казимир I фон Изенбург-Бюдинген-Бюдинген (на немски: Ernst Casimir I zu Isenburg-Büdingen in Büdingen; * 12 май 1687 в Бюдинген; † 15 октомври 1749 в Христиненхоф при Бюдинген) е граф на Изенбург-Бюдинген в Бюдинген.
Той е син на граф Йохан Казимир фон Изенбург-Бюдинген (1660 – 1693) и съпругата му графиня София Елизабет фон Изенбург-Бюдинген-Бирщайн (1650 – 1692), дъщеря на граф Йохан Лудиг фон Изенбург-Бюдинген-Офенбах и принцеса Луиза фон Насау-Диленбург, дъщеря на княз Лудвиг Хайнрих фон Насау-Диленбург.

## Фамилия
Ернст Казимир I се жени на 8 август 1708 г. в Гедерн за графиня Кристина Елеанора фон Щолберг-Гедерн (* 12 септември 1692 в Гедерн; † 30 януари 1745 в Бюдинген), дъщеря на граф Лудвиг Кристиан фон Щолберг-Гедерн и втората му съпруга херцогиня Кристина фон Мекленбург-Гюстров. Те имат децата:
- Магдалена Луиза Кристина (1709 – 1711)
- Лудвиг Казимир (1710 – 1775), граф на Изенбург-Бюдинген-Бюдинген, женен на 24 септември 1768 г. за графиня Августа Фридерика фон Щолберг-Вернигероде (1743 – 1783), дъщеря на граф Хайнрих Ернст II фон Щолберг-Вернигероде
- Георг Август (1713 – 1713)
- Густав Фридрих (1715 – 1768), женен I. на 21 ноември 1749 г. за графиня Доротея Бенедикта фон Ревентлов (1734 – 1766), II. на 5 декември 1767 г. за Августа Фридерика фон Щолберг-Вернигероде (1743 – 1783), дъщеря на граф Хайнрих Ернст II фон Щолберг-Вернигероде
- Ернст Дитрих (1717 – 1758), принц фон Изенбург-Бюдинген-Бюдинген, женен на 15 август 1752 г. за принцеса Доротея Вилхелмина фон Изенбург-Бирщайн (1723 – 1777), дъщеря на княз Волфганг Ернст I фон Изенбург-Бюдинген (син на граф Вилхелм Мориц фон Изенбург-Бирщайн)
- Карл Кристиан (1720 – 1720)
- Августа Каролина (1722 – 1758), омъжена на 6 юли 1750 г. за граф Фердинанд Казимир I фон Изенбург-Вехтерсбах (1716 – 1778), син на Фердинанд Максимилиан II фон Изенбург-Бюдинген